# 盧氏喉鰭鯰
盧氏喉鰭鯰，為輻鰭魚綱鯰形目項鰭鯰科的其中一種，為熱帶淡水魚類，分布於南美洲巴西Jacui河流域，體長可達16.5公分，棲息在底層水域，生活習性不明。

## 扩展阅读
維基物種上的相關：盧氏喉鰭鯰